# Listă de comune din județul Giurgiu
Această listă de comune din județul Giurgiu cuprinde toate cele 51 comune din județul Giurgiu în ordine alfabetică.

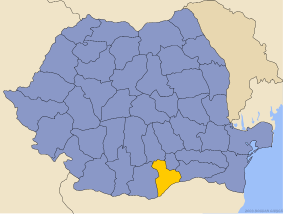
Judeţul Giurgiu

1. Adunații-Copăceni
2. Băneasa
3. Bolintin-Deal
4. Bucșani
5. Bulbucata
6. Buturugeni
7. Călugăreni
8. Clejani
9. Colibași
10. Comana
11. Cosoba
12. Crevedia Mare
13. Daia
14. Florești-Stoenești
15. Frătești
16. Găiseni
17. Găujani
18. Ghimpați
19. Gogoșari
20. Gostinari
21. Gostinu
22. Grădinari
23. Greaca
24. Herăști
25. Hotarele
26. Iepurești
27. Isvoarele
28. Izvoarele
29. Joița
30. Letca Nouă
31. Malu
32. Mârșa
33. Mihai Bravu
34. Ogrezeni
35. Oinacu
36. Prundu
37. Putineiu
38. Răsuceni
39. Roata de Jos
40. Săbăreni
41. Schitu
42. Singureni
43. Slobozia
44. Stănești
45. Stoenești
46. Toporu
47. Ulmi
48. Valea Dragului
49. Vărăști
50. Vânătorii Mici
51. Vedea